# Heteropappus gouldii
Heteropappus gouldii là một loài thực vật có hoa trong họ Cúc. Loài này được (C.E.C.Fisch.) Griers. mô tả khoa học đầu tiên năm 1964.